# Mane (entreprise)
 (juin 2020).
Si vous disposez d'ouvrages ou d'articles de référence ou si vous connaissez des sites web de qualité traitant du thème abordé ici, merci de compléter l'article en donnant les références utiles à sa vérifiabilité et en les liant à la section « Notes et références ».
Pour les articles homonymes, voir Mane.
Mane est une société de création d'arômes et de parfums. Le siège social est situé au Bar-sur-Loup, près de Grasse, dans les Alpes-Maritimes. MANE est implantée dans 39 pays.

## Histoire
En 1871, Victor Mane, cultivateur et distillateur de fleurs, installe ses premiers équipements destinés à l'extraction de plantes à parfum, au Pont-du-Loup, dans le sud de la France tout près de Grasse, capitale des parfums. MANE produit alors des matières premières pour la parfumerie à partir des plantes et fleurs de la région. Ses fils Eugène et Gabriel reprennent les affaires en 1916 et s'installent dans le quartier de Notre-Dame, au Bar-sur-Loup. Ils développent la production d'arômes alimentaires à l'international. 
En 1959, Maurice Mane suit les traces de son père Eugène, et diversifie l'activité de l'entreprise dans le marché de l'agroalimentaire en fabriquant des matières premières pour les arômes. Sous sa direction, l'entreprise développe son réseau de filiales à travers le monde, accroît ses équipements de production et se dote de laboratoires de recherche et de contrôle qualité. 
En 1995, Maurice Mane se retire de la présidence de l'entreprise pour siéger au conseil de surveillance, laissant la Présidence du groupe à son fils Jean. Par ailleurs, le frère de ce dernier, Michel, est président de la région Amérique.
En 2025, Jean Mane se retire à son tour, laissant sa place à sa fille, Samantha Mane,.

## Sites
Implanté sur plus de vingt hectares, le site du Bar-sur-Loup est structuré en deux grandes entités : 
- Notre-Dame, où sont centralisées la recherche, la création et l'extraction des matières premières naturelles ainsi que la production de molécules aromatiques,
- La Sarrée, où sont regroupés la production industrielle et les services de logistique et de qualité associés.